# Албешти (Олт)
Албешти (рум. Albești) насеље је у Румунији у округу Олт у општини Побору. Oпштина се налази на надморској висини од 296 m.

## Становништво
Према подацима из 2002. године у насељу је живело 594 становника, од којих су сви румунске националности.